# Хмизов Сергій Олександрович
Сергі́й Олекса́ндрович Хми́зов (нар. 1 серпня 1959, Миколаїв) — професор, доктор медичних наук, заслужений діяч науки і техніки України.

## З життєпису
Народився 1956 року у Миколаєві. Батько був військовим, довелося багато мандрувати з родиною різними містами СРСР. Після закінчення Одеського медичного інституту 1982 року працював у Миколаєві, тоді перебрався до Харкова.
1992 — кандидат медичних наук; травматологія та ортопедія.
2004 року здобув вчене звання доктора медичних наук — травматологія та ортопедія.
Керівник відділу патології хребта та суглобів дитячого віку, Інститут патології хребта та суглобів імені Михайла Ситенка НАМН України.
Харків через війну змушений був залишити відразу після 24 лютого 2022 року. Долучився до порятунку важких поранених. Багатьох вдалося перевезти у медзаклади за місцем проживання. Син Руслан — теж хірург, залишився у Харкові, дочка Дарія закінчила Харківський національний медичний університет, зараз підтверджує диплом в Австрії. Дружину Ірину вивіз в Болгарію; сам повернувся до Харкова.
Від грудня 2022 року працює в Тернополі.
Підготував 5 кандидатів наук.

## Серед робіт
- «Експериментальне дослідження щільності кісткової тканини у хворих з уродженим псевдоартрозом кісток гомілки до та після операції за даними комп'ютерної томографії»; співавтори Єлизавета Сергіївна Кацалап, М. Ю. Карпінський, О. Д. Карпінська

## Нагороди
- Заслужений діяч науки і техніки України[2]